# فرودگاه کاهنتا
فرودگاه کاهنتا (به انگلیسی: Kahntah Aerodrome) یک فرودگاه خصوصی است، که یک باند فرود شن دارد و طول باند آن ۱۱۷۸ متر است. این فرودگاه در کشور کانادا قرار دارد، و در ارتفاع ۴۷۸ متری از سطح دریا واقع شده است.